# Andinoacara pulcher
Espèce
Andinoacara pulcher, l'Acara bleu, est une espèce de poissons d'eau douce de la famille des Cichlidés. Originaire d'Amérique du Sud, c'est une espèce qui peut également être élevée en aquarium.

## Description de l'espèce

### Morphologie
D'une longueur maximale de 15 cm (mais sexuellement mature à la moitié de cette taille), l'acara bleu présente un corps trapu avec un rétrécissement assez marqué au niveau du pédoncule caudal. Comme pour beaucoup d'autres cichlidés, le mâle présente une nageoire dorsale se terminant en pointe alors qu'elle est arrondie chez la femelle. Le corps est argenté avec des reflets bleus et présente une tache noire bien visible à la moitié du corps. Les crêtes des nageoires ont une fine lisière orange.

### Reproduction
Ce poisson est ovipare. La ponte peut comporter jusqu'à 500 œufs et les alevins sont capables de se nourrir de proies vivantes immédiatement.

## Maintenance en captivité
| Origine         | Amérique du Sud | Eau           | Eau douce        |
| Dureté de l'eau | maximum 25 °GH  | pH            | 6,5 à 8          |
| Température     | 18 à 23 °C      | Volume mini.  |                  |
| Alimentation    | Carnivore       | Taille adulte | env. 15 à 20 cm  |
| Reproduction    | Ovipare         | Zone occupée  | Milieu inférieur |
| Sociabilité     | Bonne           | Difficulté    | Facile           |

C'est une espèce relativement placide qui peut être maintenue en aquarium communautaire.
L'eau douce doit être maintenue entre 18° et 26 °C, avec un pH de 6,5 à 8,0 pour une dureté de 10 à 25 °dGH.

### Élevage
L'eau sera chauffée un peu plus qu'en condition de vie normale (jusqu'à 28 °C) et sera à la fois légèrement plus acide et plus douce. La ponte peut comporter jusqu'à 500 œufs et les alevins peuvent être nourries avec des nauplies d'artémias dès la nage libre.